# Stazione di Taverne-Torricella
La stazione di Taverne-Torricella è una stazione ferroviaria della linea del Gottardo a servizio dei comuni di Torricella-Taverne e di Bedano. Si trova in via Serta a Torricella-Taverne.

## Strutture ed impianti
La stazione è dotata di un fabbricato viaggiatori e di un magazzino merci. Il piazzale è a cinque binari, di cui il secondo e il terzo sono quelli di corsa della ferrovia del Gottardo.
Dalla stazione si dirama un raccordo, utilizzato prevalentemente per il trasporto di merci, che collega la stazione allo scalo merci di Lugano Vedeggio.

## Movimento
Dal cambio orario del 5 aprile 2021, la stazione è servita dai treni della linea S90 della rete celere del Canton Ticino, effettuati da TiLo.

## Interscambi
Lungo via Serta, all'altezza del fabbricato viaggiatori, è situata la fermata autopostale delle linee Lamone-Taverne-Origlio e Rivera-Bironico-Taverne.